# Riwne (hromada Riwne)
Riwne (ukr. Рівне) – wieś na Ukrainie, w obwodzie kirowohradzkim, w rejonie nowoukraińskim, siedziba hromady. W 2001 liczyła 4877 mieszkańców.

## Urodzeni
- Iwan Mykytenko – ukraiński pisarz.